# Geneviève Chastenet
Geneviève Chastenet (née Geneviève Denise Gisèle Marie Françoise Riche le 18 juin 1927 à Paris où elle est morte le 22 septembre 2015) est une historienne et biographe française.

## Biographie
Fille de l'avocat Charles-Émile Riche et de l’historienne Marie-Louise Paul-Dubois, Geneviève Riche épouse le fonctionnaire européen Antoine Chastenet de Castaing, rédacteur en chef de la publication Les Communautés européennes (fils de Jacques Chastenet).
Licenciée d'histoire, elle sort diplômée de l'École du Louvre.

## Publications
- Marie-Louise d'Autriche (1995)
- Lucrèce Borgia - prix Monseigneur-Marcel 1993
- Pauline Bonaparte, la fidèle infidèle, éditions Jean-Claude Lattès (1986)
- Marie-Louise, l'impératrice oubliée (1983) - prix Thérouanne